# Cyrix 6x86
Il Cyrix 6x86 (nome in codice M1) è un microprocessore superscalare progettato da Cyrix nel 1995, probabilmente il suo prodotto più famoso. Venne venduto anche marchiato SGS Thompson e IBM.

## Caratteristiche tecniche
Pur avendo caratteristiche avanzate non presenti nel contemporaneo Pentium (rinominazione dei registri, esecuzione speculativa e fuori ordine) rimaneva una CPU di quinta generazione, comunque la migliore. Venne marcata e venduta in base al controverso PR rating, tuttavia le prestazioni con alcuni programmi risultavano inferiori a quelle ottenibili con il concorrente Intel, che era dotato di un coprocessore matematico più efficiente.
La prima versione era caratterizzata da un elevato assorbimento di corrente; per risolvere il problema Cyrix mise sul mercato la serie "L". In seguito, nel 1997, uscì la "MX" (nome in codice M2), che supportava le neonate istruzioni MMX.

## Modelli
La frequenza del Front Side Bus assumeva in alcuni casi valori inusuali (75 MHz), e questo poteva creare dei problemi con alcuni componenti.

### Cyrix 6x86
- 3 milioni di transistor a 650 nm
- Cache L1: 16 kB
- Socket 7
- Front side bus: 60/66 MHz
- Introduzione sul mercato: 6 ottobre 1995
- VCore: 3,45 - 3,3V
- Velocità: 120 (versione 150+)/133 (versione 166+) MHz

### Cyrix 6x86L
- 3 milioni di transistor a 350 nm
- Cache L1: 16 kB
- Socket 7
- Front side bus: 60/66/75 MHz
- Introduzione sul mercato: febbraio 1996
- VCore: 2,8/3,3V
- Velocità: 120 (versione 150+)/133 (versione 166+)/150 (versione 200+) MHz

### Cyrix 6x86MX
- 6.5 milioni di transistor a 350 nm
- Cache L1: 64 kB
- MMX
- Socket 7
- Front side bus: 66/75 MHz
- Introduzione sul mercato: 30 maggio 1997
- VCore: 2,9/3,3V
- Velocità: 133 (PR166)/150 (PR200)/166 (PR200)/188 (PR233) MHz